# UFC on Fox: Lawler vs. Brown
UFC on Fox: Lawler vs. Brown è stato un evento di arti marziali miste tenuto dalla Ultimate Fighting Championship, il 26 luglio 2014 al SAP Center di San Jose, Stati Uniti.

## Retroscena
Nel Main Event si sfidarono Matt Brown e Robbie Lawler, nella categoria dei pesi welter. Successivamente, il presidente della UFC Dana White annunciò che il vincitore del match avrebbe affrontato Johny Hendricks, in un match valido per il titolo UFC dei pesi welter.
Viscardi Andrade doveva affrontare Andreas Stahl. Tuttavia, Andrade venne rimpiazzato dal nuovo entrante Gilbert Burns.
Michael Johnson doveva vedersela contro Josh Thomson. L'11 luglio, però, Johnson venne rimosso dalla card e sostituito da Bobby Green.
Durante la verifica del pesi, i lottatori Brown e Lima non rientrarono nei limiti del peso della categoria. I due vennero multati, riducendo del 20% il loro salario (di cui il 10% andrà all'avverasario e il 10% alla commissione); successivamente però evitarono la multa a causa di un errore della commissione. A Brown non gli fu concesso un altro tentativo, mentre Lima riuscì a perdere poco più di 200 grammi, non ancora necessari ad rientrare nei limiti.

## Risultati
|                  | Divisione                  |                    |                 |                          | Metodo                                      | Round           | Tempo           | Premio          |
| Card principale  | Card principale            | Card principale    | Card principale | Card principale          | Card principale                             | Card principale | Card principale | Card principale |
| ---------------- | -------------------------- | ------------------ | --------------- | ------------------------ | ------------------------------------------- | --------------- | --------------- | --------------- |
|                  | Pesi Catchweight (78 kg)   | Robbie Lawler      | batte           | Matt Brown               | Decisione unanime (49-46, 49-46, 48-47)     | 5               | 5:00            | FOTN            |
|                  | Pesi Mediomassimi          | Anthony Johnson    | batte           | Antônio Rogério Nogueira | KO Tecnico (pugni)                          | 1               | 0:44            | POTN            |
|                  | Pesi Piuma                 | Dennis Bermudez    | batte           | Clay Guida               | Sottomissione (rear-naked choke)            | 2               | 2:57            | POTN            |
|                  | Pesi Leggeri               | Bobby Green        | batte           | Josh Thomson             | Decisione non unanime (29-28, 28-29, 29-28) | 3               | 5:00            |                 |
| Card preliminare |                            |                    |                 |                          |                                             |                 |                 |                 |
|                  | Pesi Leggeri               | Jorge Masvidal     | batte           | Daron Cruickshank        | Decisione unanime (29-28, 29-28, 29-27)     | 3               | 5:00            |                 |
|                  | Pesi Mediomassimi          | Patrick Cummins    | batte           | Kyle Kingsbury           | Decisione unanime (30-27, 30-25, 30-24)     | 3               | 5:00            |                 |
|                  | Pesi Welter                | Tim Means          | batte           | Hernani Perpétuo         | Decisione unanime (29-28, 29-28, 29-28)     | 3               | 5:00            |                 |
|                  | Pesi Piuma                 | Brian Ortega       | contro          | Michael De La Torre      | No contest (doping di Ortega)               | 1               | 1:39            |                 |
|                  | Pesi Leggeri               | Tiago Trator       | batte           | Akbarh Arreola           | Decisione unanime (29-28, 30-27, 30-27)     | 3               | 5:00            |                 |
|                  | Pesi Welter                | Gilbert Burns      | batte           | Andreas Stahl            | Decisione unanime (29-28, 29-28, 29-28)     | 3               | 5:00            |                 |
|                  | Pesi Catchweight (52.8 kg) | Joanna Jędrzejczyk | batte           | Juliana Lima             | Decisione unanime (30-27, 29-28, 30-27)     | 3               | 5:00            |                 |
|                  | Pesi Piuma                 | Noad Lahat         | batte           | Steven Siler             | Decisione unanime (29-28, 29-28, 29-28)     | 3               | 5:00            |                 |

## Premi
I lottatori premiati ricevettero un bonus di 50.000 dollari.
Legenda:
- FOTN: Fight of the Night (vengono premiati entrambi gli atleti per il miglior incontro dell'evento)
- POTN: Performance of the Night (viene premiato il vincitore per la migliore performance dell'evento)

## Incontri annullati
|  | Divisione    |                  |        |               | Motivo                                    |
|  | ------------ | ---------------- | ------ | ------------- | ----------------------------------------- |
|  | Pesi Welter  | Viscardi Andrade | contro | Andreas Stahl | Andrade venne sostituito da gilbert Burns |
|  | Pesi Leggeri | Michael Johnson  | contro | Josh Thomson  | OJohnson venne rimosso dalla card         |